# Književnost u 1644.
◄◄ | ◄ | 1641. | 1642. | 1643. | 1644.  | 1645. | 1646. | 1647. | ► | ►►
Arhitektura • Astronomija • Glazba • Kazalište • Kiparstvo • Knjige • Književnost • Kršćanstvo • Medicina • Politika • Pravo • Promet • Slikarstvo • Znanost
Književnost u 1644.

## Svijet

### Rođenja
- Macuo Bašo

## Hrvatska i u Hrvata

### Rođenja
- Macuo Bašo

## Vanjske poveznice
|  | Zajednički poslužitelj ima još gradiva o temi Književnost u 1644. |